# Halicarcinides nuytsi
Halicarcinides nuytsi is een krabbensoort uit de familie van de Hymenosomatidae. De wetenschappelijke naam van de soort is voor het eerst geldig gepubliceerd in 1927 door Hale.